# Шопоков, Дуйшенкул
Дуйшенкул Шопоков (19 мая 1915, Шалта, Семиреченская область — 16 ноября 1941, Дубосеково, Московская область) — панфиловец, стрелок 4-й роты 2-го батальона 1075-го стрелкового полка 316-й стрелковой дивизии 16-й армии Западного фронта, красноармеец, Герой Советского Союза.

## Биография
Родился 19 мая 1915 в селе Шалта (ныне — в Сокулукском районе Чуйской области) в крестьянской семье. Кыргыз.
После окончания начального образования работал трактористом в колхозе. Член ВКП(б) с 1939 года.
В 1941 году был призван в Красную Армию, на фронте — с сентября 1941 года.
Дуйшенкул Шопоков 16 ноября 1941 года у разъезда Дубосеково Волоколамского района Московской области в составе группы истребителей танков участвовал в отражении многочисленных атак противника, было уничтожено 18 вражеских танков. Данный подвиг вошёл в историю, как 28 героев-панфиловцев. В этом бою Дуйшенкул Шопоков погиб.
Согласно политдонесению военного комиссара 1075 полка Мухамедьярова, красноармеец Шопоков погиб в бою 16 ноября 1941 года:
Кр-ц канд. ВКП(б) т. Шопоков, первый принял на себя атаку фашистов, когда немцы окружив его, предлагали сдаться, и в упор убил два фашиста и от пули 3-го фашиста героически погиб. Трупы убитых бойцов и командиров подобрано и похоронено.
Указом Президиума Верховного Совета СССР «О присвоении звания Героя Советского Союза начальствующему и рядовому составу Красной Армии» от 21 июля 1942 года за «образцовое выполнение боевых заданий командования на фронте борьбы с немецкими захватчиками и проявленные при этом отвагу и геройство» удостоен посмертно звания Героя Советского Союза.
Вдова Героя — Керимбюбю Шопокова (1917—2013), Герой Социалистического Труда.

## Награды
- Герой Советского Союза (21 июля 1942) — за образцовое выполнение боевых заданий Командования на фронте борьбы с немецкими захватчиками и проявленные при этом отвагу и геройство
- Орден Ленина (21 июля 1942) — за образцовое выполнение боевых заданий Командования на фронте борьбы с немецкими захватчиками и проявленные при этом отвагу и геройство

## Память
- Город Шопоков в Кыргызстане[6].

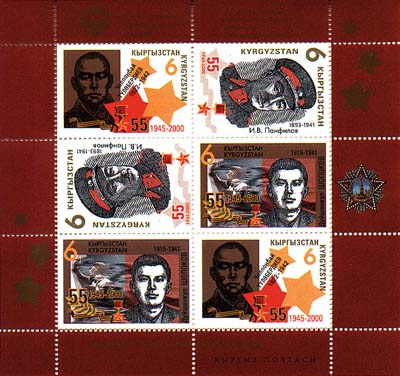
И. В. Панфилов, Ч. Тулебердиев и Д. Шопоков на почтовых марках Кыргызстан

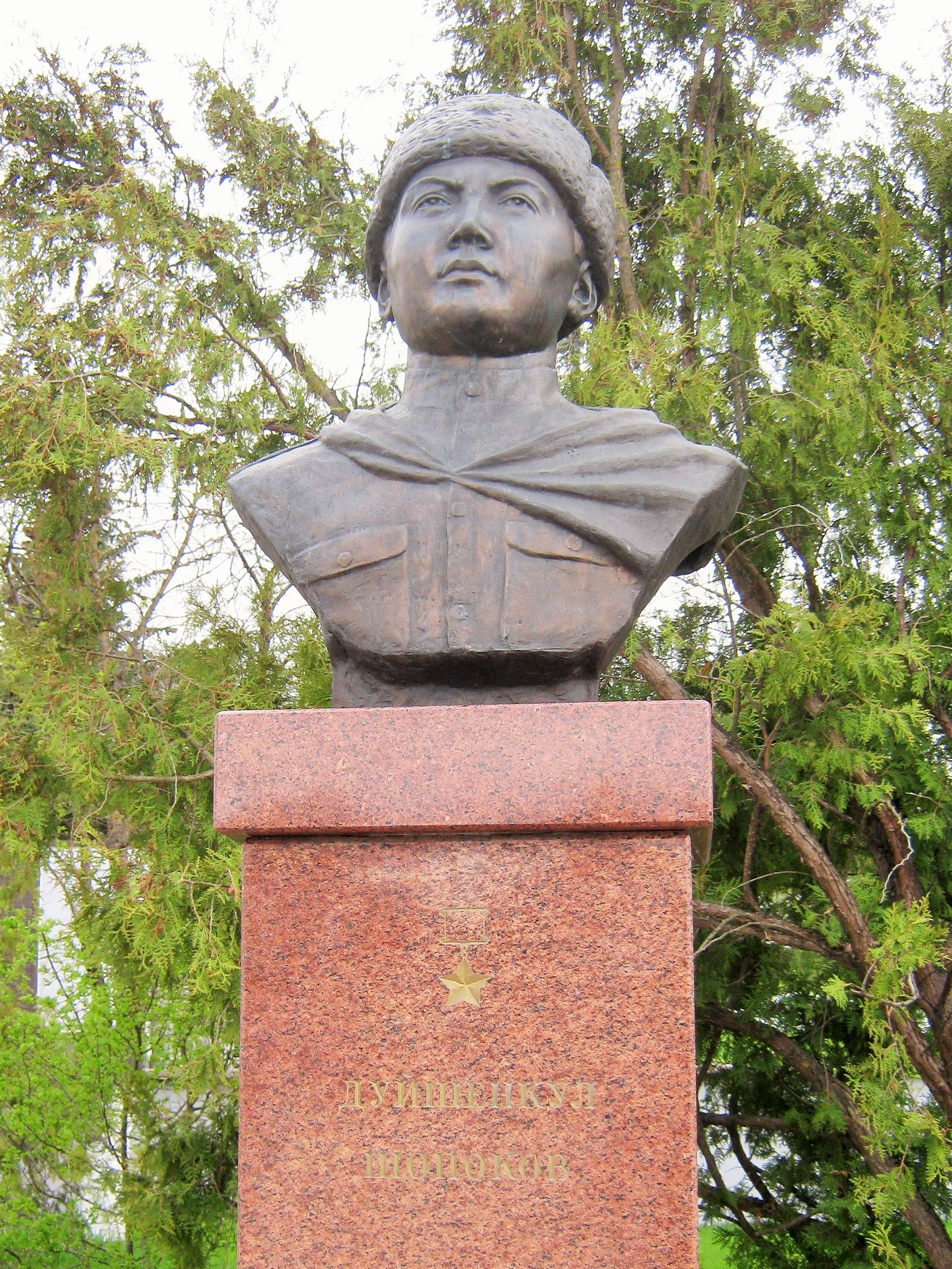
Бюст Дуйшенкулу Шопокову в Волоколамске

- Именем Дуйшенкула Шопокова были названы школы в городе Таш-Кумыр, Жайылском, Сокулукском и Узгенском районах Кыргызстан, а также улицы в Бишкеке, родном для панфиловцев, и Кара-Балты, в селе Октябрьском Аламудунского района Чуйской области.
- После смерти Шопокова, вдова Героя на собрании комсомольцев и молодёжи колхоза, где они оба работали, первой внесла денежный вклад на строительство тяжёлого танка, названного «Дуйшенкул Шопоков».
- В 1966 в Москве в честь панфиловцев была названа улица в районе Северное Тушино (улица Героев Панфиловцев), где установлен монумент.
- В их честь в 1975 также был сооружён мемориал в Дубосеково.
- В деревне Нелидово (1,5 км от разъезда Дубосеково), установлен памятник и открыт Музей героев-панфиловцев. В городе Алматы, родном для панфиловцев, есть парк имени 28 гвардейцев-панфиловцев, в котором расположен монумент в их честь.
- Упоминание о 28 «самых храбрых сынах» Москвы вошло также в песню Дорогая моя столица, ныне являющуюся гимном Москвы.
- В столице Кыргызстана проводится традиционный международный турнир, посвящённый памяти Дуйшенкула Шопокова[7].
- 7 мая 2015 года бюст Дуйшенкула Шопокова (скульптор Борис Матвеев) установлен в городе Волоколамске[8][9]. Открыл памятник герою-панфиловцу в Волоколамске президент Киргизии А. Ш. Атамбаев.
- В городе Кара Балта,жайылского района названа средняя школа номер 9 именем героя